# Waldemar Correa
Waldemar Correa († 1990 bei San Juan, Argentinien) war ein uruguayischer Radsportler.

## Leben
1981 belegte der aus Minas stammende Correa den achten Platz bei der Vuelta Ciclista del Uruguay. Im Folgejahr nahm er mit der uruguayischen Delegation an den Südamerikaspielen 1982 in Argentinien teil. Dort gewann er an der Seite von Federico Moreira, Ricardo Rondán und José Asconeguy die Silbermedaille im 4-mal-100-Kilometer-Wettbewerb. 1983 gehörte er dem uruguayischen Team bei den Panamerikanischen Spielen 1983 in Caracas an. 1984 nahm er an der Vuelta de Chile teil.
Der für den Club Peñarol startende Correa verstarb 1990 während des Trainings nahe der argentinischen Stadt San Juan, als er sich für die Vuelta de la Provincia San Juanina vorbereitete und von einem LKW überfahren wurde.
In Minas trägt eine vom Club Ciclista Estación de Minas ausgerichtete Radsportveranstaltung seinen Namen.

## Erfolge
- Silbermedaille bei den Südamerikaspielen 1982